# ゆめぴりか
ゆめぴりかは、北海道で育成された、日本のイネの品種の1つ。低アミロース米である。

## 概要
北海道上川郡比布町の北海道立上川農業試験場（現・北海道立総合研究機構農業研究本部上川農業試験場）により育成された品種。上育453号の（地方番号）系統名で試験に供試された。2008年（平成20年）8月より水稲農林番号を出願中。品種名は一般公募された（ピリカはアイヌ語で“美しい”“好ましい”の意味）。
交配組合せ：札系96118（きらら397の培養変異）/上育427号（ほしたろう）
2008年に北海道の優良品種として採用された極良食味米で、一般栽培が開始される2009年（平成21年）度米より市販が開始されたが、この年の天候不順で販売数量が当初の生産・出荷見込み数量の1割弱の800トン程度しか確保できなかったのに加え、前評判の高さから品薄状態が続き、数週間で販売を終了した。
このため、「ゆめぴりか」として出荷基準に達しなかった規格外米と「おぼろづき」を8対2でブレンドした米を追加で販売する措置がとられた。規格外米は当初、一般市販する予定は無かったが、入手できなかった消費者からの要望に応える形で決まったものである。
「ほしのゆめ」や「ななつぼし」はおろか、道産米随一の「おぼろづき」すら凌ぐとされるその食味は、「コシヒカリ」並との評価もあり注目されている（ただし、比較には栽培地を考慮した慎重さが必要であり、単純に結論は出し難い）。また、食味に影響するアミロース含量は「おぼろづき」より高い。収量面では「きらら397」を下回るが、「ほしのゆめ」や「おぼろづき」よりは多収である。
北海道を例にとると直近100年間で平均気温が2度以上高くなるなど、水稲の栽培適地が北上しつつある現状がある。それに適応するがごとく、前世代の主力品種と比べ幾分かの耐冷性と引き換えに食味と収量が向上する本品種は、次期主力銘柄として広い適地見込みもあって期待されている。また、早晩性や分げつ性等その他特性はおおむね現在の主力道産米に似る。また、最上級ランクの特A品は他のブランド米より3割程度高値で取引される。
2019年（令和元年）現在の道内における作付面積は22,322ha（シェアで22.8%）で、「ななつぼし」に次ぐ第2位につけている。

## 前世代の主力に比しての特徴
- 同等以上の極良食味
- 割れ籾の減少、収量の増加
- 耐冷性の後退
- 従来の水準にとどまる耐倒伏性、いもち病抵抗力

## テレビCM
「すいません ゆめぴりかって何ですか?」編
- 出演：桐島かれん（2011年）、スザンヌ（2012年）、マツコ・デラックス（2014年）